# Aygünlü
Aygünlü è un comune dell'Azerbaigian situato nel distretto di Şabran.